# Église Saint-Aventin-de-Larboust de Saint-Aventin
L'église Saint-Aventin-de-Larboust de Saint-Aventin est une église romane située dans les Pyrénées, à Saint-Aventin dans le département français de la Haute-Garonne en région Occitanie.

## Historique
L'église de Saint-Aventin est une église du XIe siècle.
Elle fait l'objet d'un classement au titre des monuments historiques depuis 1840 : elle fait partie de la première liste de monuments historiques français, la liste des monuments historiques protégés en 1840, qui comptait 1 034 monuments.
L'église a été restaurée au XIXe siècle.

## Description

### Architecture extérieure
L'église, bâtie en moellon, possède des caractéristiques marquantes comme la présence de deux clochers, un chevet roman lombard asymétrique et la présence de nombreuses sculptures intégrées dans la façade méridionale, dont des autels gallo-romains dédiés au dieu pyrénéen Abellio ainsi que des cippes funéraires.

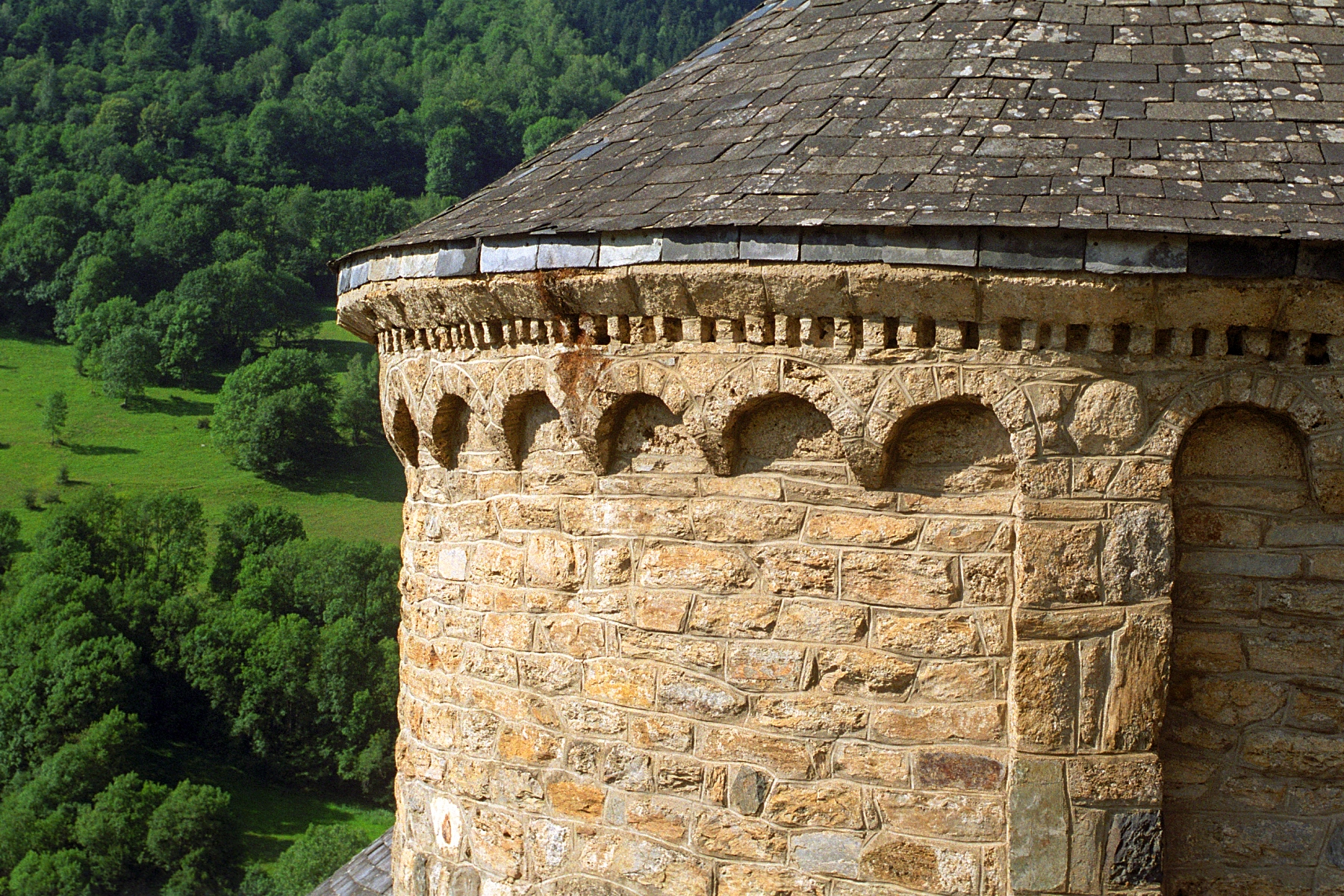
Détail des arcatures lombardes et de la corniche de l'abside.

#### Le chevet
L'église possède un chevet roman lombard asymétrique composé d'une abside semi-circulaire flanquée d'une seule absidiole (et non de deux absidioles comme c'est généralement le cas).
L'abside et son absidiole, édifiées en moellon et couvertes d'ardoises comme l'ensemble de l'édifice, présentent une décoration de bandes lombardes composées de lésènes et d'arcatures.
L'abside est percée de plusieurs fenêtres à simple ébrasement et de plusieurs oculi. 
Ses arcatures lombardes sont surmontées d'une frise de blocs et d'une corniche biseautée.

#### Les clochers
L'église possède deux clochers.
Le clocher occidental, plus élancé, prolonge la façade occidentale. Chacune de ses faces est percée de profondes fenêtres à double ébrasement groupées par trois ou quatre et séparées par des colonnettes surmontées de chapiteaux non sculptés. Les différents niveaux du clocher sont séparés par un cordon orné par endroits d'une frise en damier, d'une frise de billettes ou de torsades. Le niveau inférieur est percé sur ses faces latérales de grandes baies en plein cintre qui ont été murées avec des blocs de béton. Ce clocher se termine par une corniche saillante supportée par des modillons sculptés de têtes d'animaux ou de motifs géométriques. 
Le clocher oriental, plus trapu et moins orné, présente sur chaque face deux fenêtres simples à l'avant-dernier étage et deux groupes de deux fenêtres géminées au dernier étage. Contrairement au clocher occidental, ses fenêtres sont à simple ébrasement. Sa maçonnerie est renforcée par des ancres de façade en forme de Y.

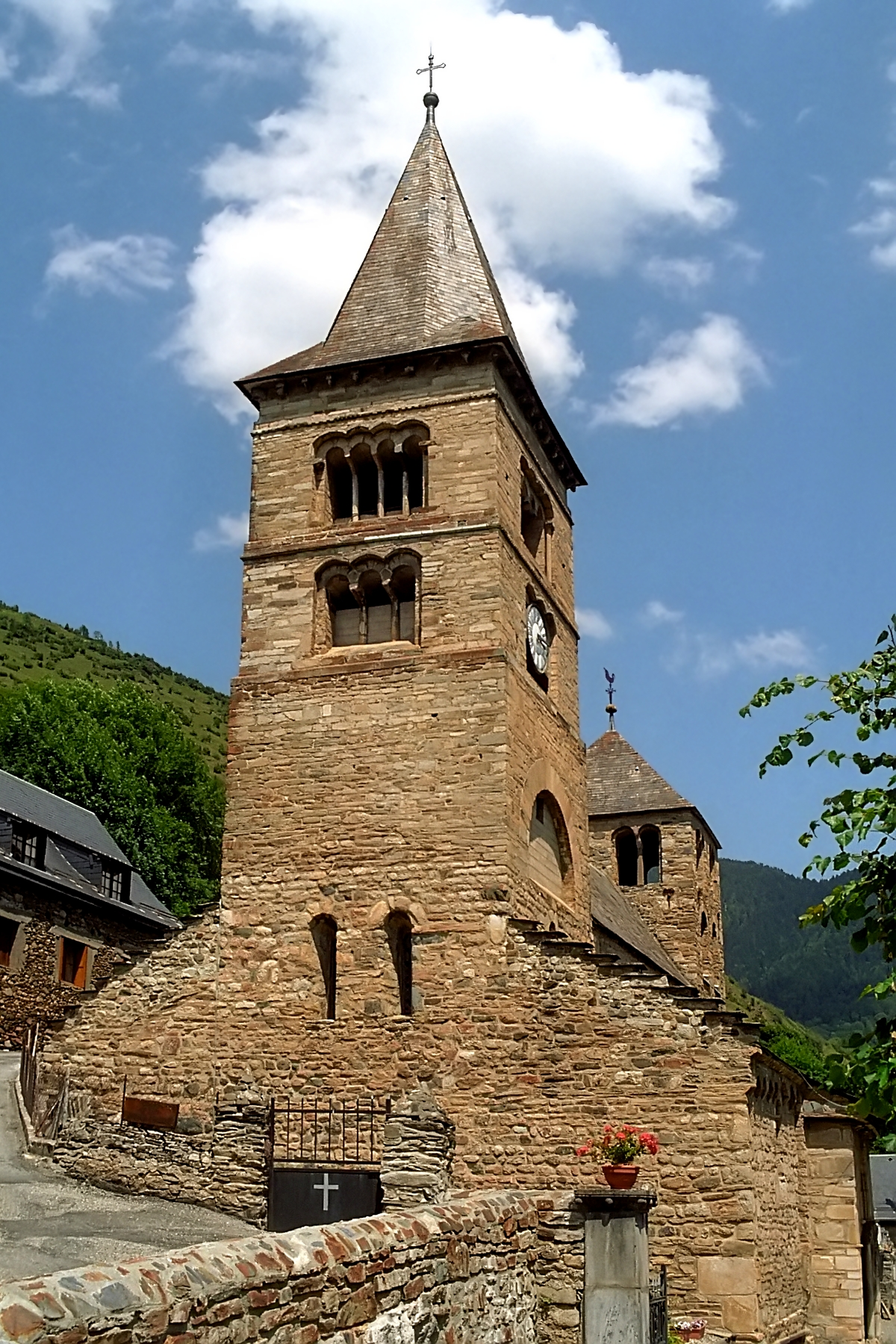
Le clocher occidental vu de l'ouest.
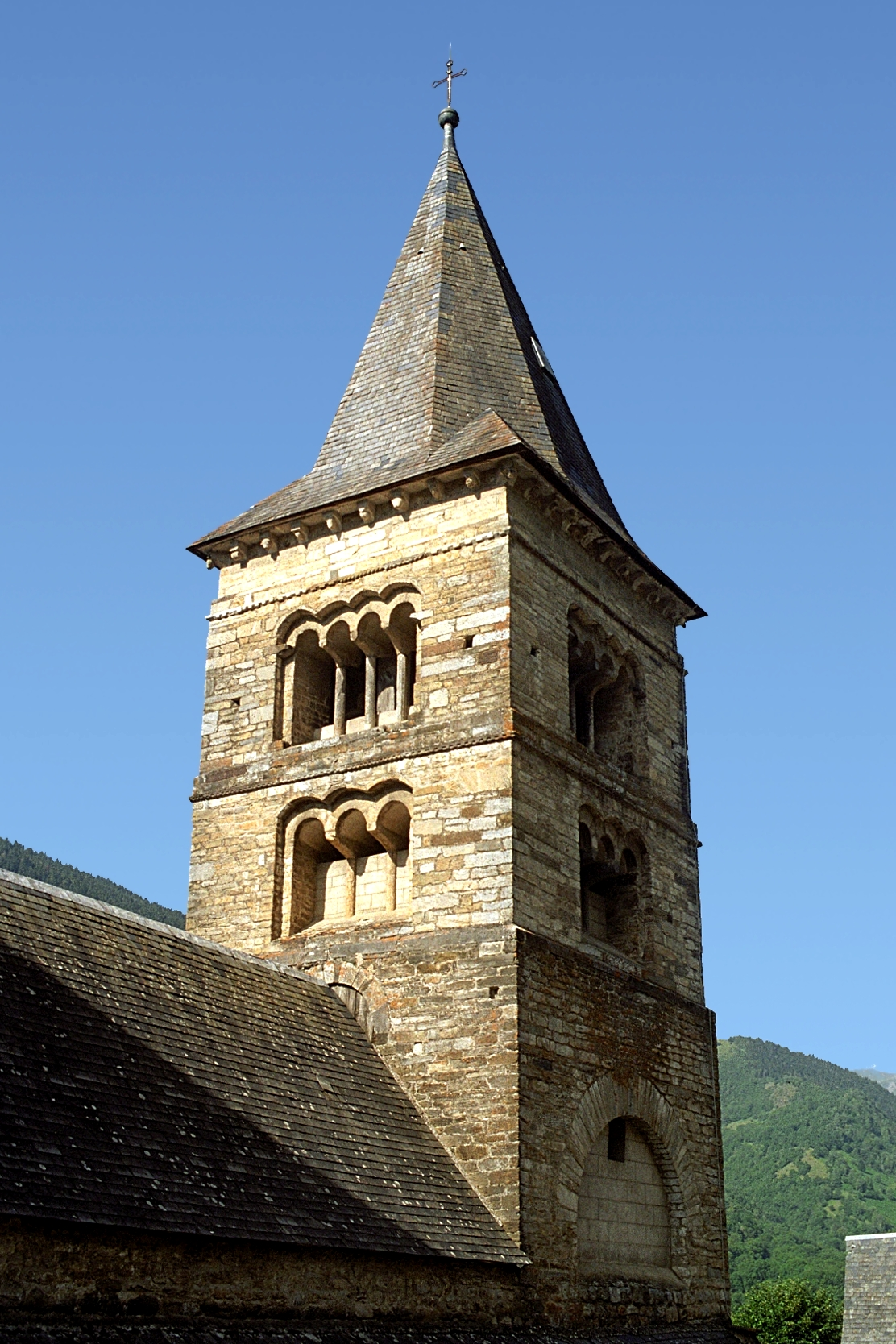
Le clocher occidental vu de l'est.
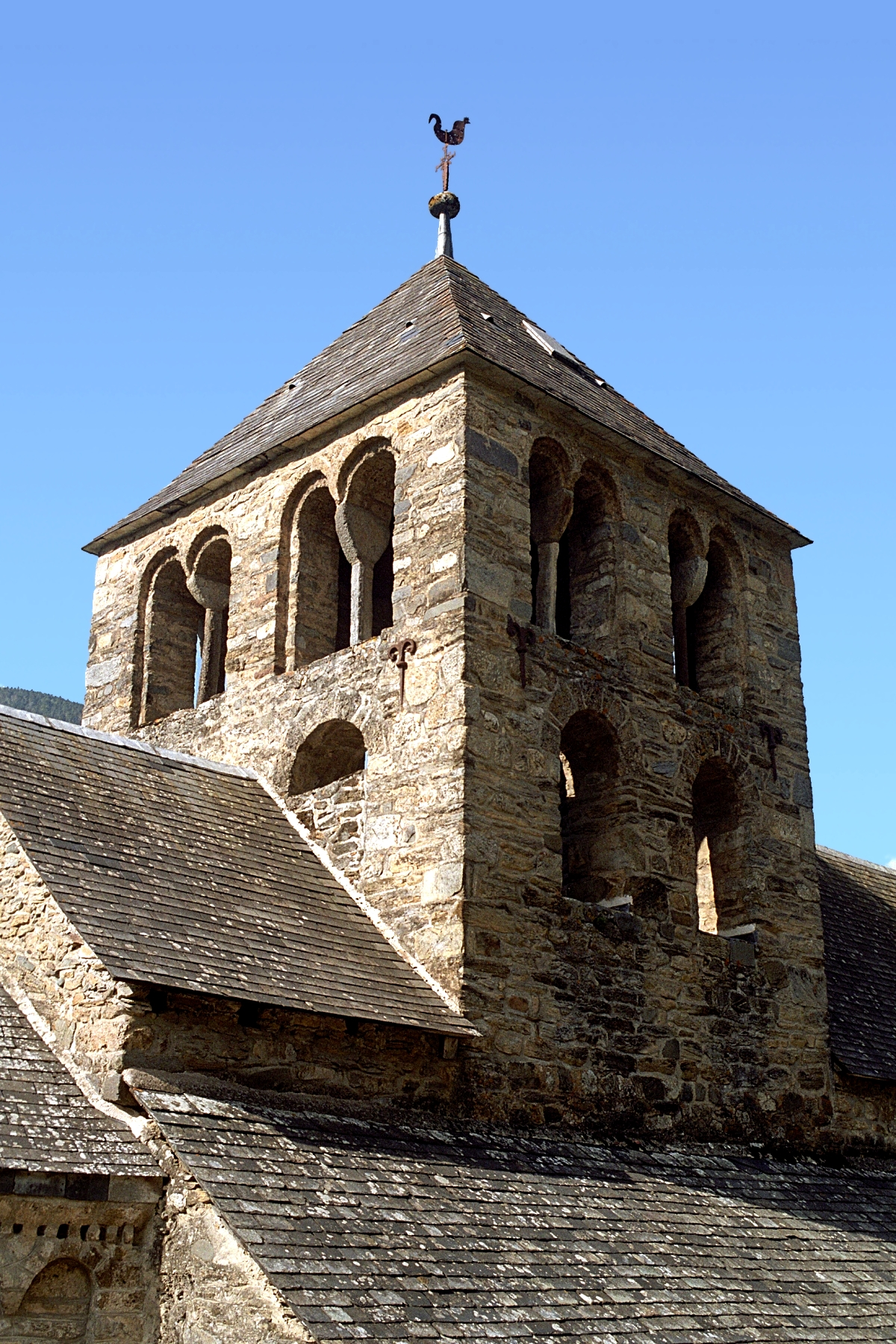
Le clocher oriental.

#### Le portail méridional
La façade méridionale, ornée de bandes lombardes comme le chevet, présente un portail du XIIe siècle.
La porte est encadrée de chaque côté de deux paires de colonnes surmontées de chapiteaux jumelés à astragale torique, à corbeille historiée (à gauche, Marie-Madeleine aux pieds du Christe, et le massacre des Innocents ; à droite, l'arrestation de saint Aventin et son martyre) et au tailloir orné de motifs floraux ou géométriques divers (frise de grecques, dents de scie inscrites dans des carrés, boules…).
Ces chapiteaux supportent une archivolte composée d'une voussure non ornée et d'une voussure ornée de boules.
Le tympan, porté par un puissant linteau monolithe, représente le Christ en gloire entouré par le tétramorphe, constitué des symboles des quatre évangélistes : le tétramorphe de Saint-Aventin a ceci de particulier que chacun des symboles est porté par un ange.

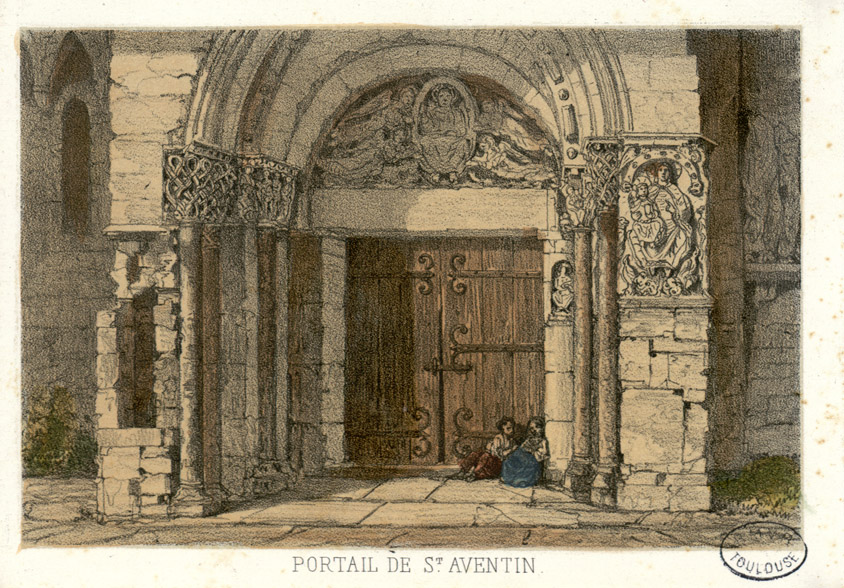
Le portail sur une aquarelle du XIXe siècle.
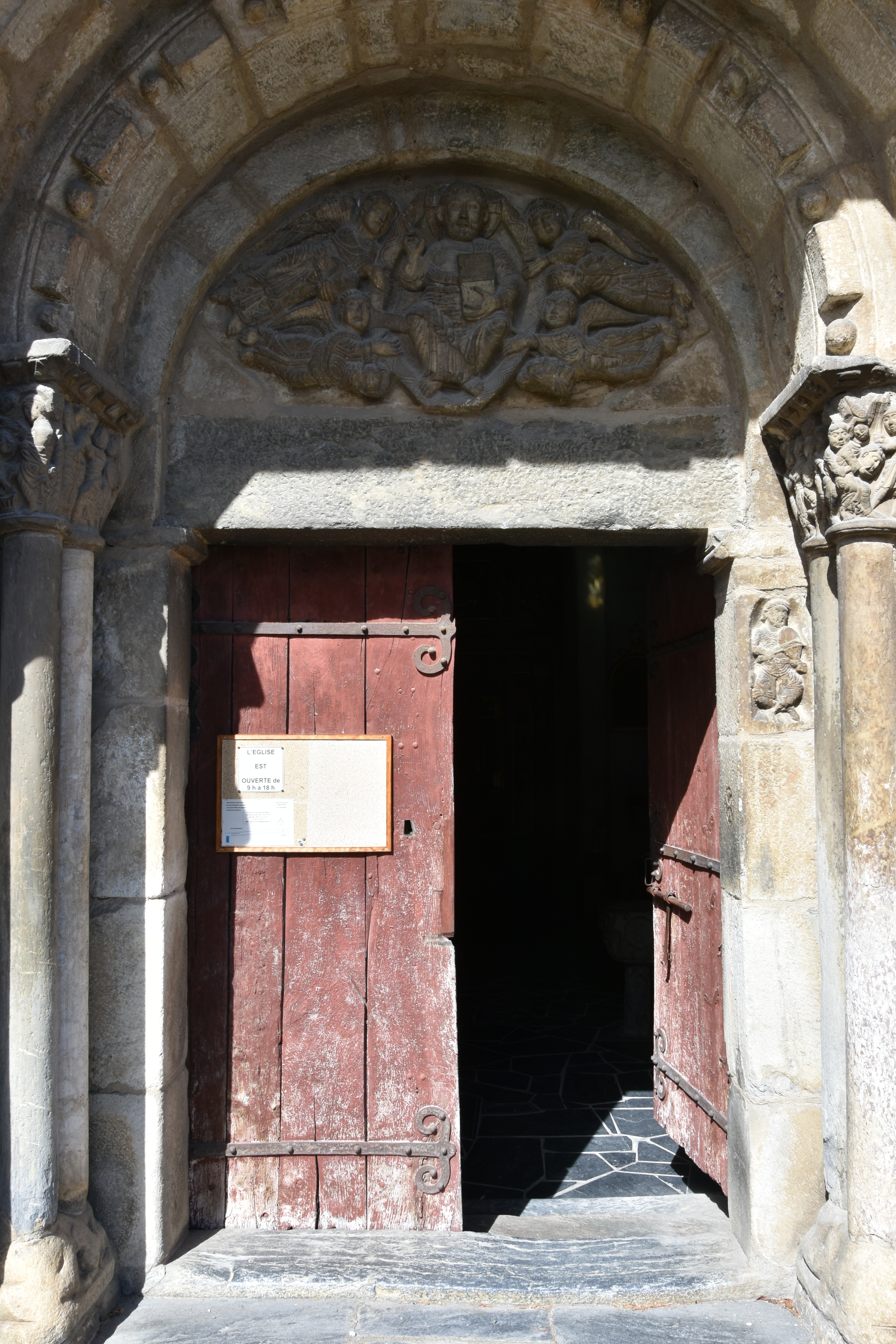
Le portail.
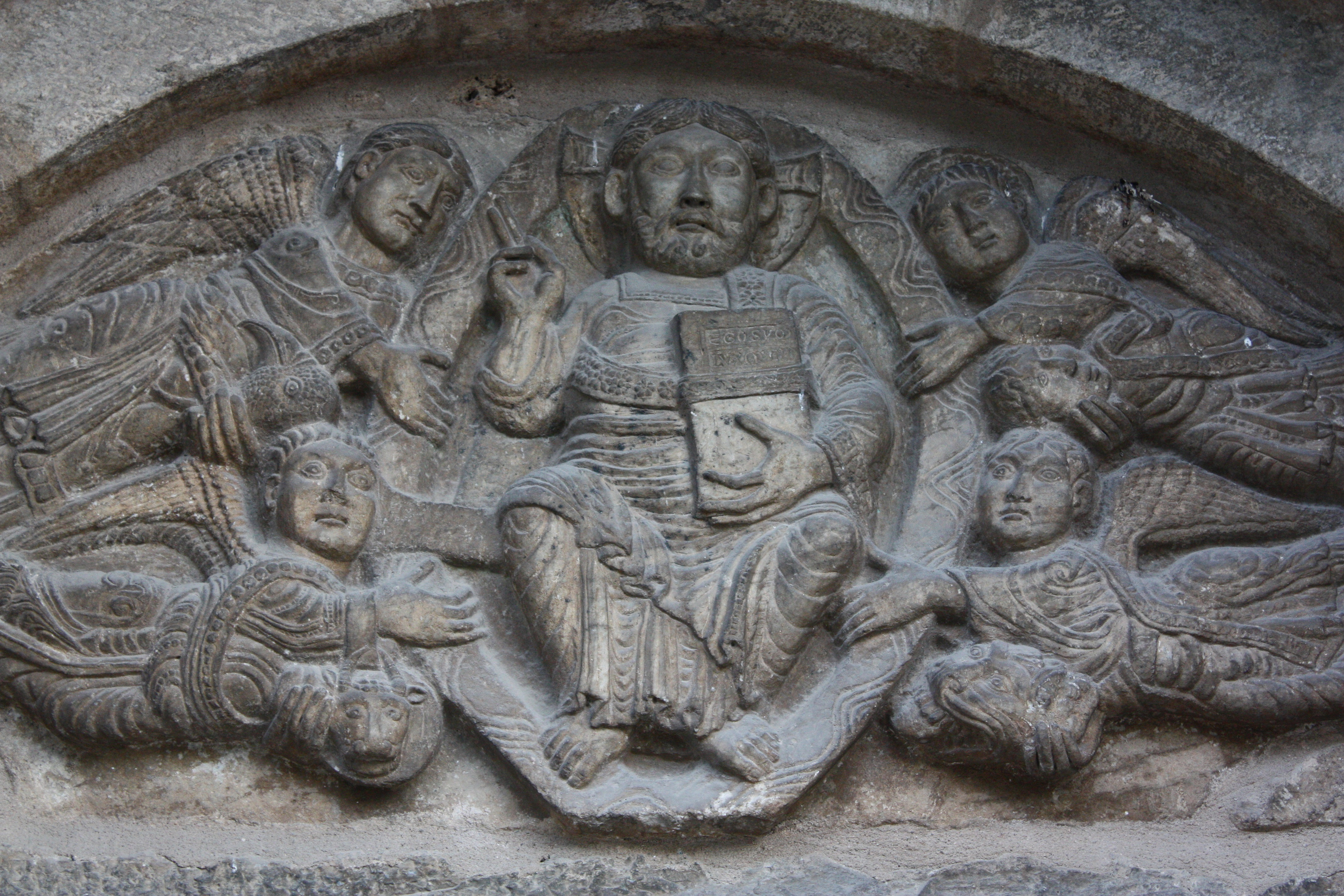
Le tympan représente le Christ en gloire entouré par le tétramorphe.
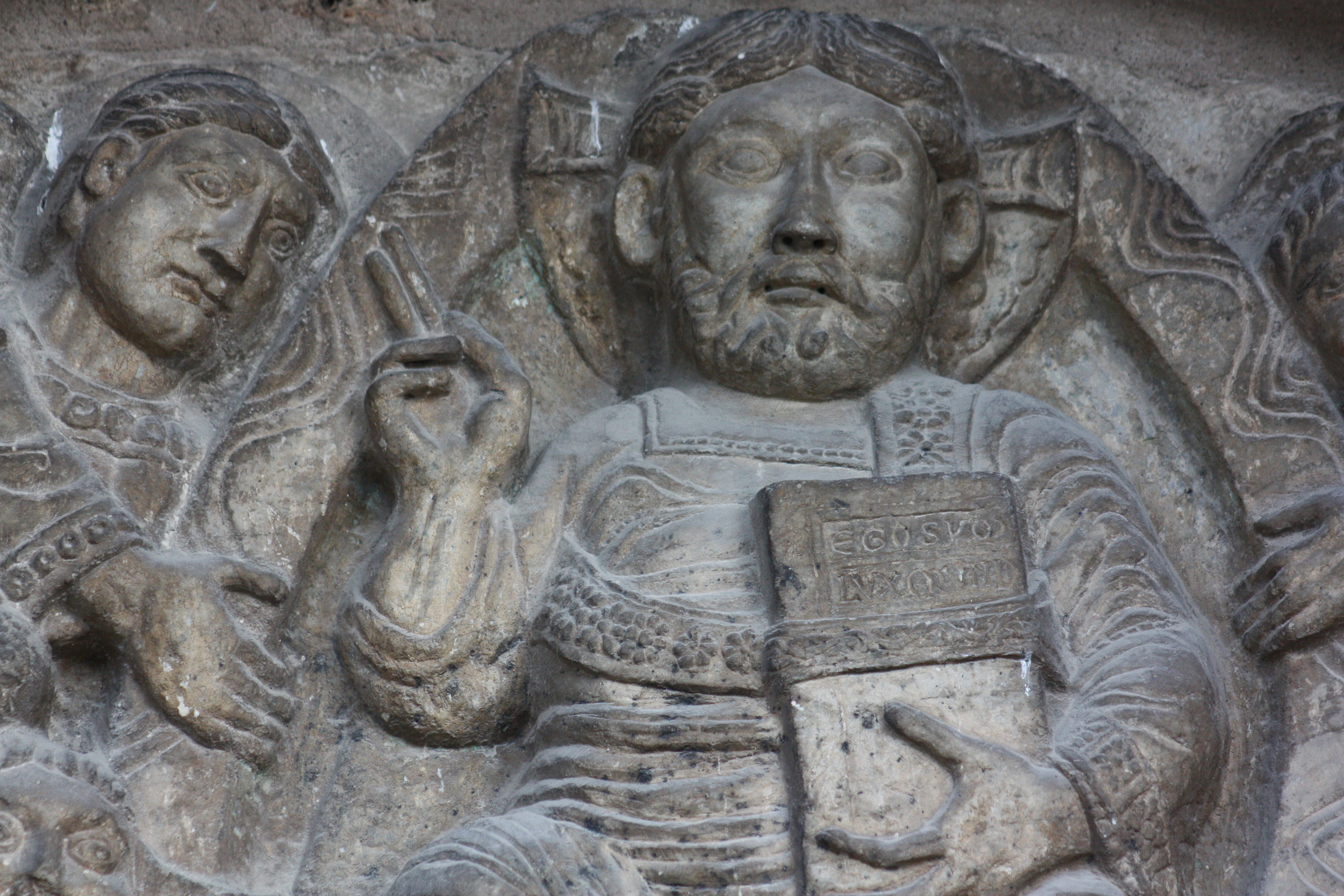
Jésus-Christ tenant l'Évangile.
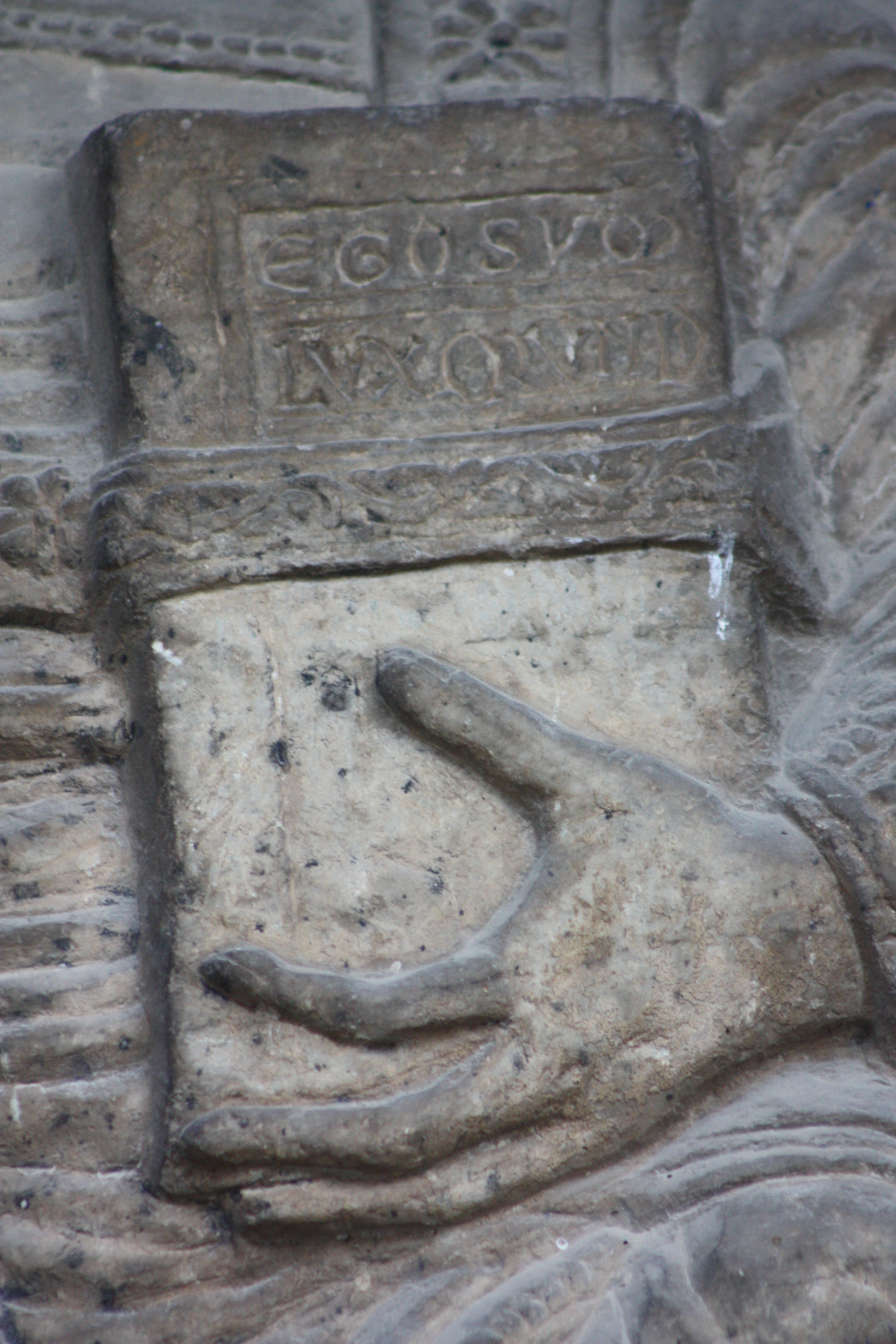
L'Évangile.

Outre le tympan, le portail présente trois autres remarquables bas-reliefs :
- un musicien jouant de la vièle (ancêtre médiéval de la viole et du violon)
- une « Vierge à l'enfant » foulant aux pieds des animaux fantastiques[1] et surmontée d'une arcature ornée de rosaces et supportée par des culots historiés représentant des têtes d'animaux fantastiques
- saint Aventin ?

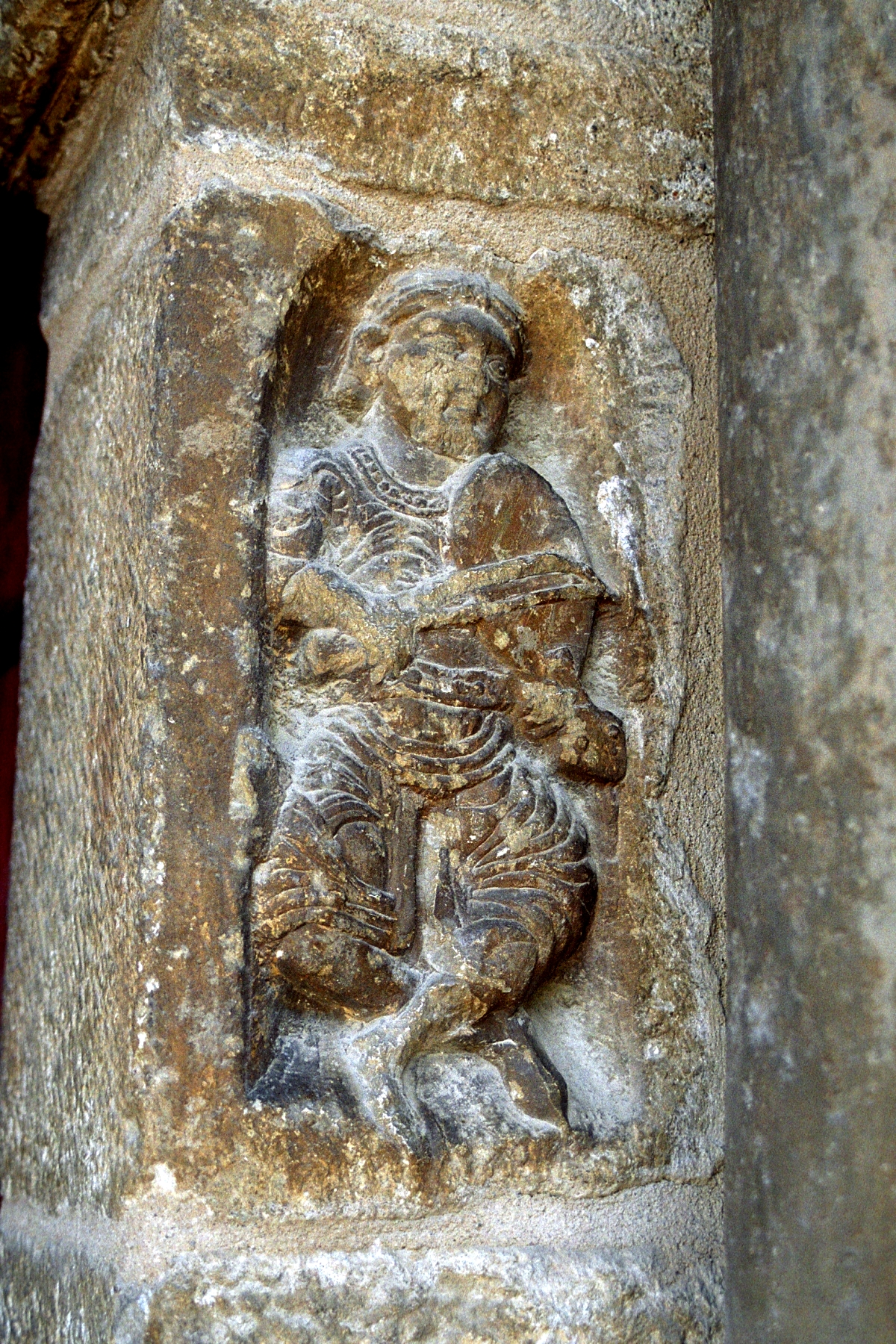
Musicien jouant de la vièle.
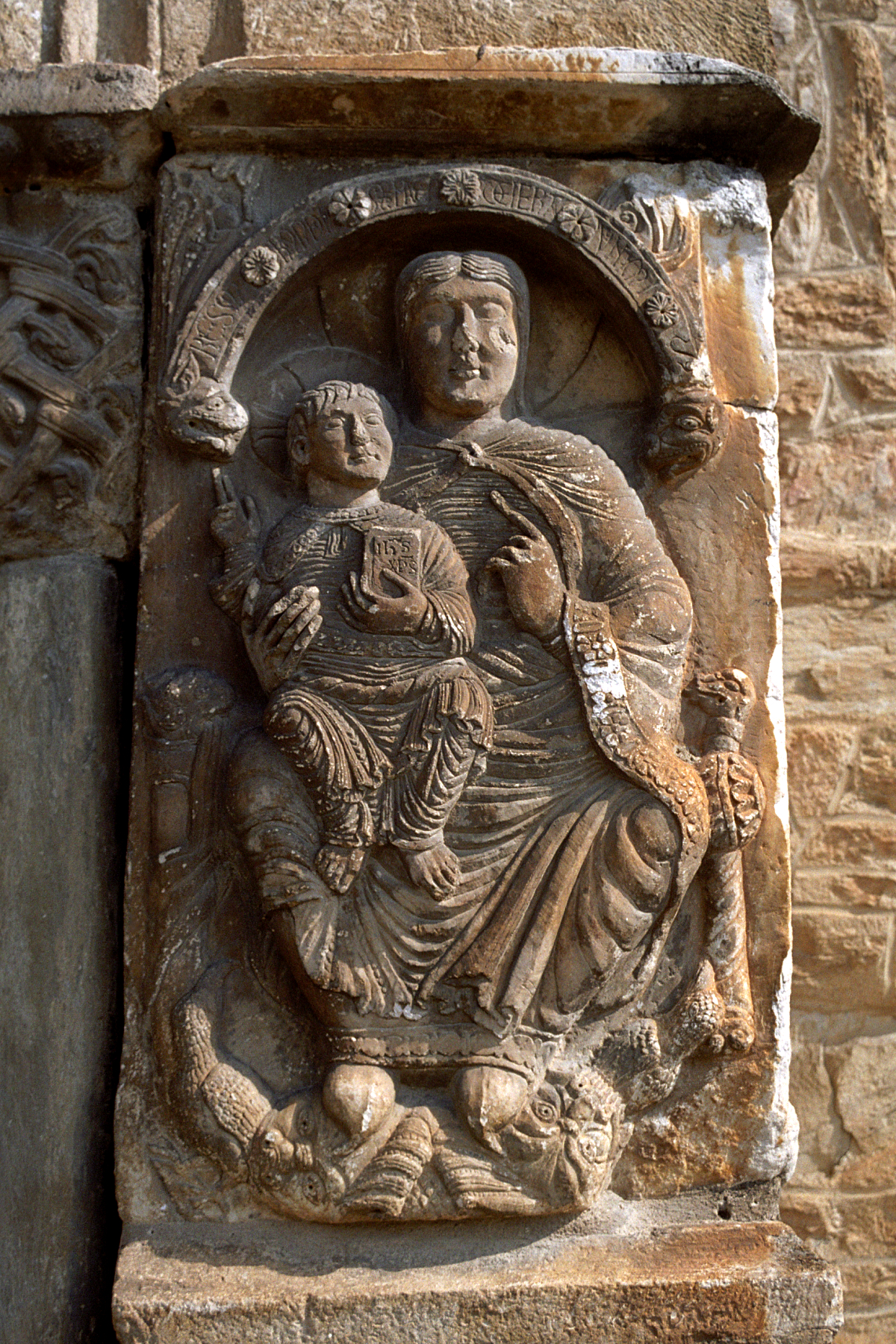
Vierge à l'enfant.
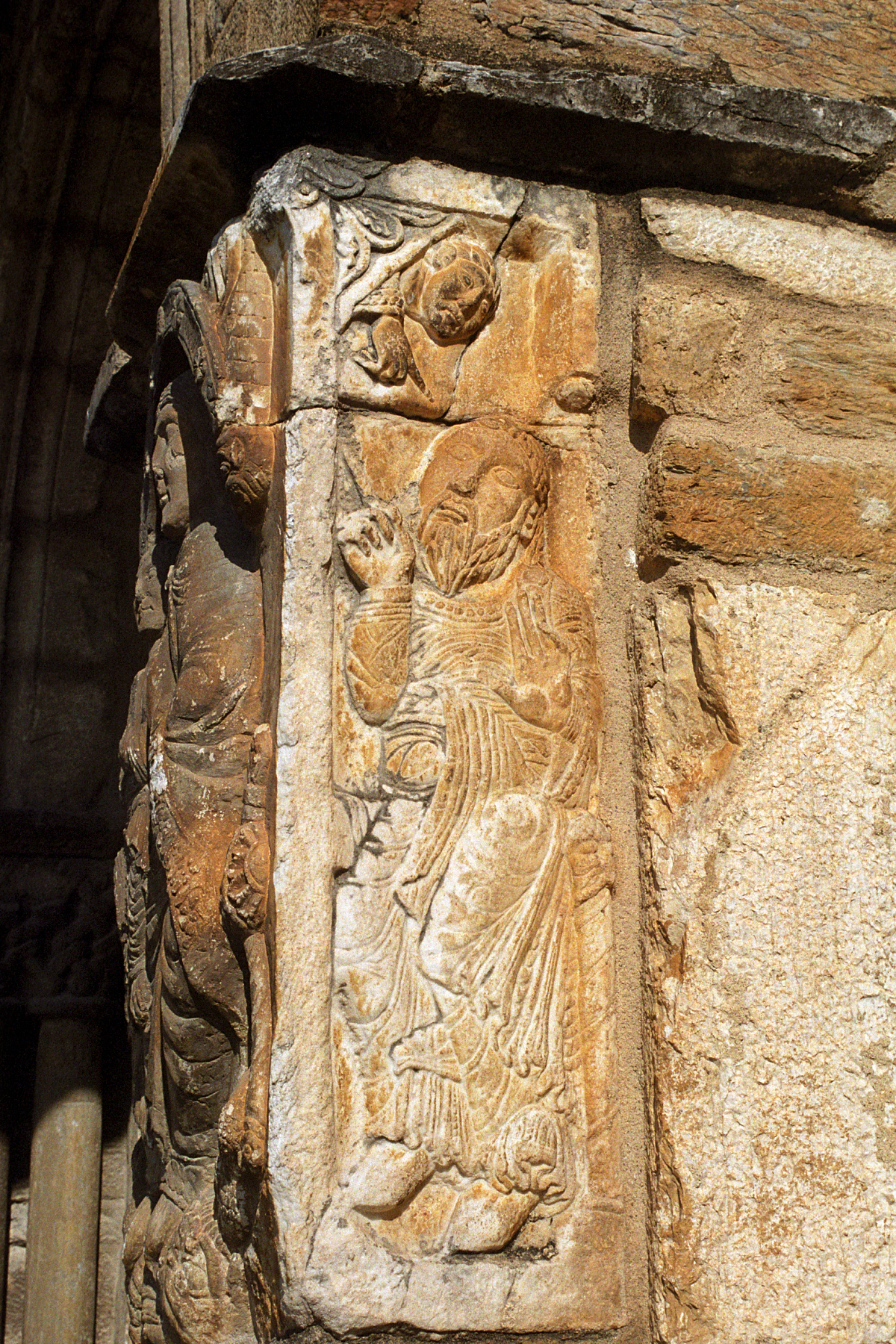
Saint Aventin ?

#### Les sculptures intégrées à la façade méridionale
Un des contreforts de la façade méridionale porte un bas-relief représentant la découverte de la sépulture de saint Aventin par un taureau.
La façade méridionale présente également en réemploi deux cippes (stèles funéraires). 
Au-dessus et en dessous d'un de ces cippes sont encastrés en réemploi deux autels païens dédiés au dieu pyrénéen Abellio.

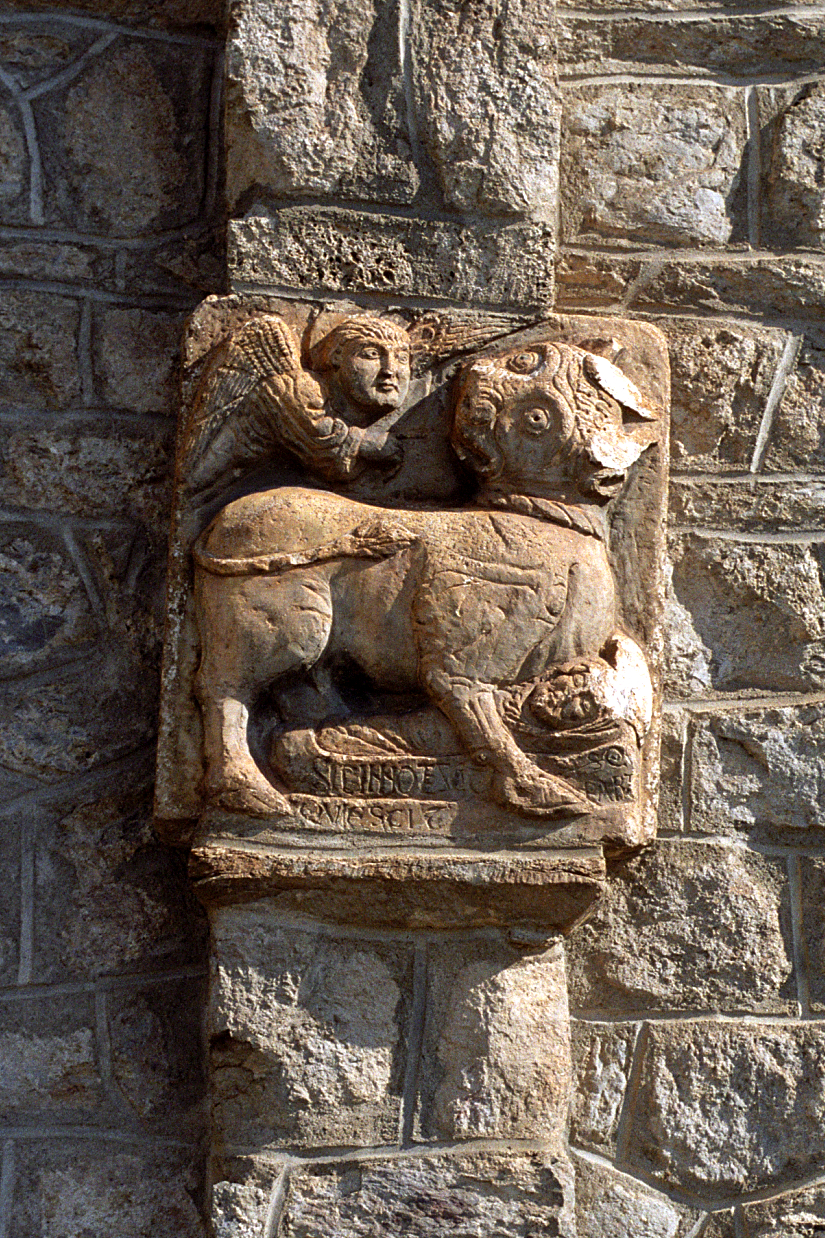
La découverte de la sépulture de saint Aventin par un taureau.
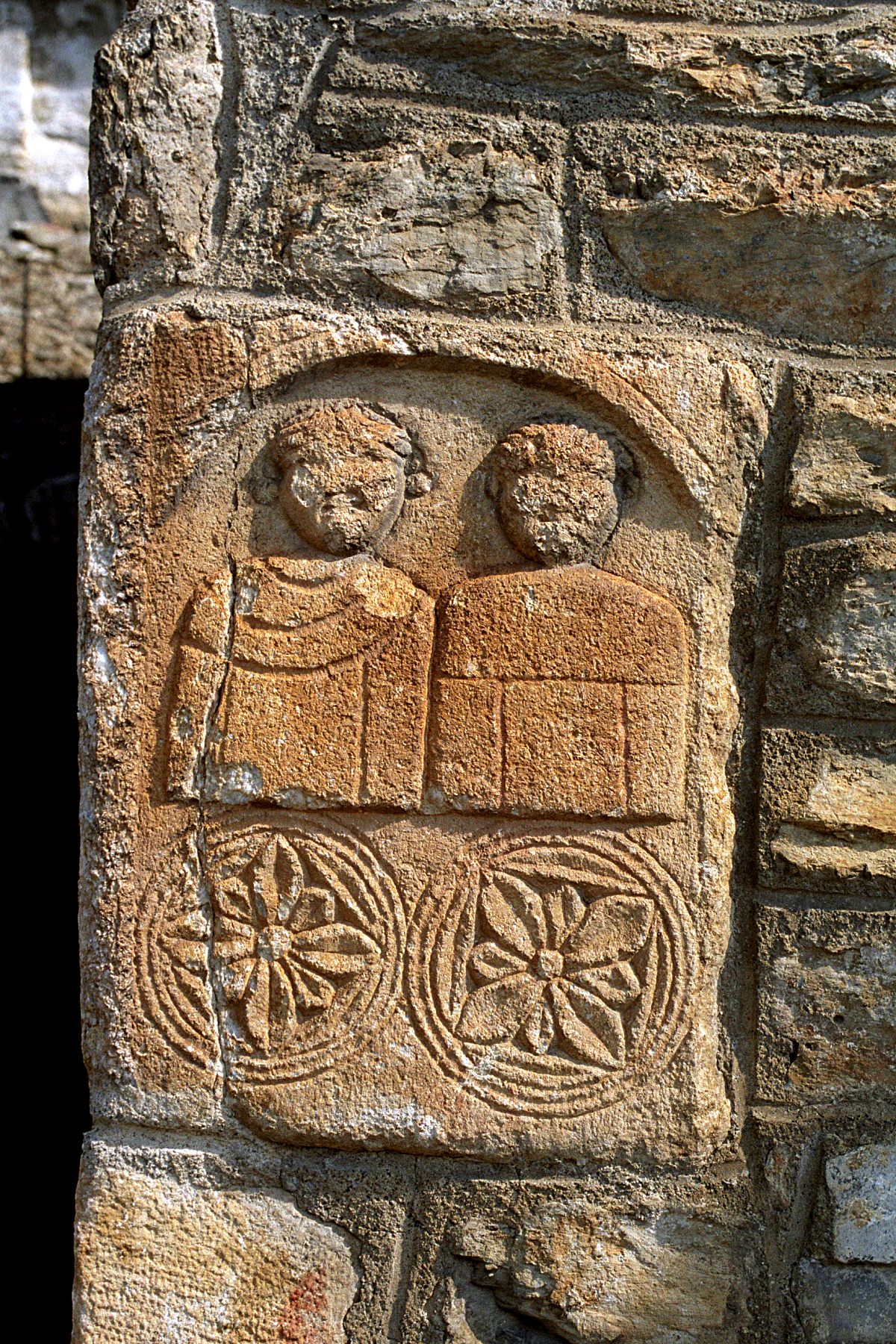
Cippe funéraire d'un couple.
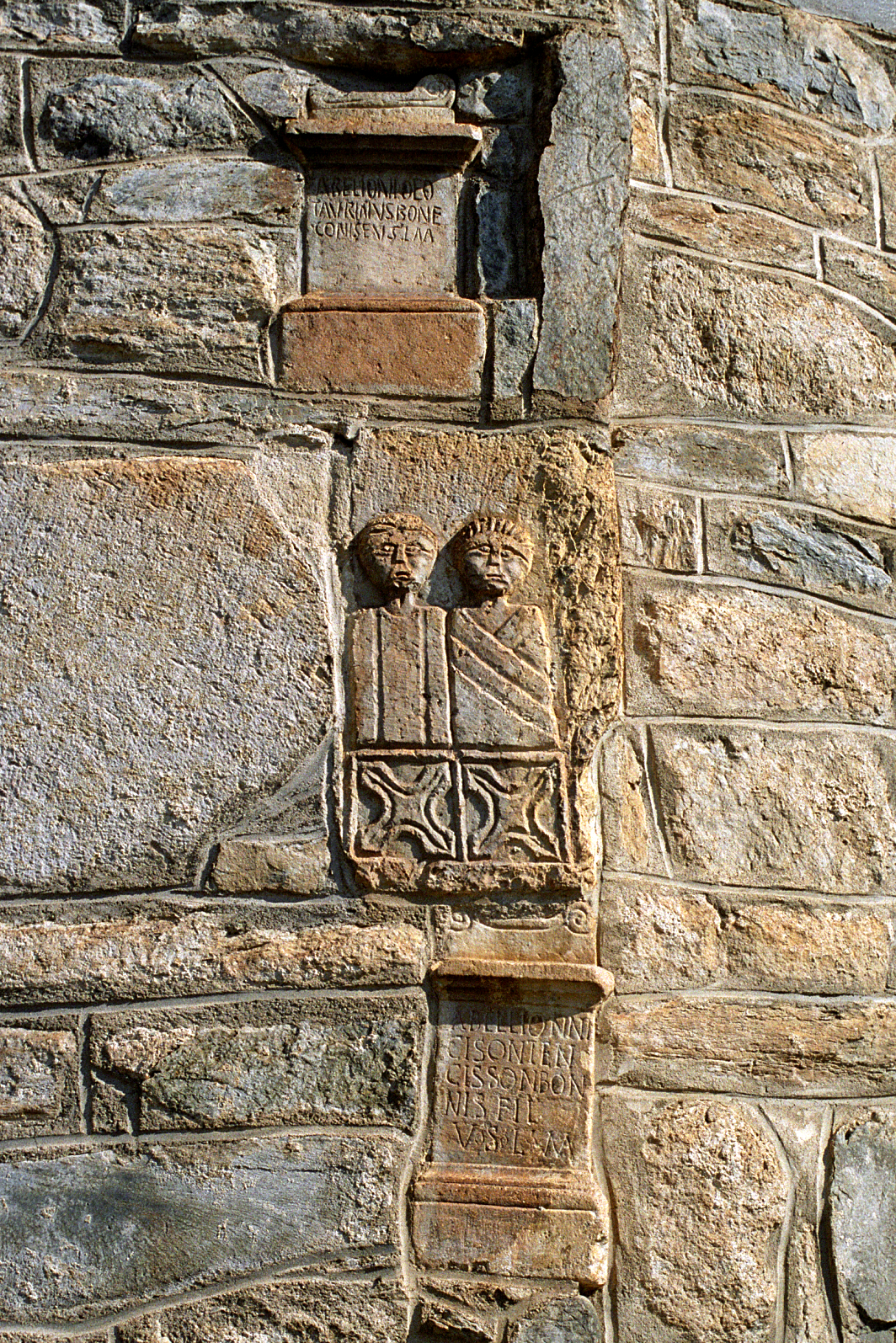
Autels païens dédiés au dieu pyrénéen Abellio au-dessus et en dessous d'un cippe.

### Architecture intérieure
L'église est bâtie sur un plan basilical simple, un rectangle où ne font saillie que le portail et l'abside et ses absidioles à l'est. L'intérieur est divisé en une nef flanquée de deux collatéraux étroits. La nef est voûtée d'arêtes sur arcs-doubleaux reposant sur des piles à dosserets. Elle est éclairée par des fenêtres à double ébrasement, ainsi que deux oculus dans l'abside, situés plus haut que les fenêtres.
L'église avait reçu une décoration peinte, révélée en 1878 en la débarrassant des badigeons ultérieurs. En avant d'une arcade, de part et d'autre d'une fenêtre, on peut voir à gauche saint Aventin, et à droite saint Sernin ou Saturnin, évêque de Toulouse. La voûte en cul-de-four de l'abside représente un Christ en majesté, et des décorations peintes apparaissent en divers endroits de l'église. Cette décoration peut être datée de la fin du XIIe siècle au début du XIIIe, avec des différences stylistiques qui laissent penser qu'elle a été réalisée en plusieurs étapes. Des restes de représentations des sept péchés capitaux semblent dater du XVIe siècle.
Le chœur est fermé par une grille de fer forgé d'un travail remarquable. Dans l'entrée de l'église, un bénitier est sans doute l'œuvre de sculpteurs locaux : il présente un décor de colombes buvant dans une coupe, un agneau, des personnages.